# Arquebisbat de Fermo
L'arquebisbat de Fermo - Arquebisbat de Fermo (italià), Archidioecesis Firmana (llatí)- és una seu metropolitana de l'Església catòlica que pertany a la regió eclesiàstica Marques. El 2006 sumava amb 278.086 batejats al voltant de 283.423 habitants. Actualment està dirigida per l'arquebisbe Luigi Conti.

## Territori

El territori de la diòcesi

L'arxidiòcesi de Fermo ocupa prop de 1.334 km² de la Regió eclesiàstica Marques i és la més poblada de les 13 diòcesis de les Marques. Té les següents seus sufragànies:
- Ascoli Piceno
- Camerino-San Severino Marche
- Macerata-Tolentino-Recanati-Cingoli-Treia
- San Benedetto del Tronto-Ripatransone-Montalto

L'arxidiòcesi comprèn 58 municipis de les províncies de Fermo, Macerata i Ascoli Piceno. D'aquests 39 estan a la província de Fermo (Altidona, Amandola, Belmonte Piceno, Campofilone, Falerone, Fermo, Francavilla d'Ete, Grottazzolina, Lapedona, Magliano di Tenna, Massa Fermana, Monsampietro Morico, Montappone, Monte Giberto, Monte Rinaldo, Monte San Pietrangeli, Monte Urano, Monte Vidon Combatte, Monte Vidon Corrado, Montefalcone Appennino, Montefortino, Montegiorgio, Montegranaro, Monteleone di Fermo, Monterubbiano, Montottone, Moresco, Ortezzano, Pedaso, Petritoli, Ponzano di Fermo, Porto San Giorgio, Porto Sant'Elpidio, Rapagnano, Santa Vittoria in Matenano, Sant'Elpidio a Mare, Servigliano, Smerillo i Torre San Patrizio), 13 a la de Macerata Macerata (Civitanova Marche, Corridonia, Gualdo, Loro Piceno, Mogliano, Montecosaro, Monte San Giusto, Monte San Martino, Morrovalle, Penna San Giovanni, Petriolo, Potenza Picena i Sant'Angelo in Pontano) i 6 a la província d'Ascoli Piceno (Carassai, Comunanza, Massignano, Montefiore dell'Aso, Palmiano, Roccafluvione).
La seu arxiepiscopal es troba a la ciutat de Fermo, on es troba la catedral de Santa Maria Assumpta.
L'arxidiòcesi està articulada en:
- 9 arxiprestats amb 20 unitats pastorals:
  - Amandola (Amandola, Servigliano, Ville d'Ascoli)
  - Civitanova Marche (Civitanova Marche, Potenza Picena)
  - Corridonia (Corridonia, Mogliano)
  - Fermo (Fermo est, Fermo ovest)
  - Montegiorgio (Montegiorgio, Grottazzolina, Torre San Patrizio)
  - Montegranaro (Montegranaro, Montecosaro)
  - Pedaso (Pedaso, Petritoli)
  - Porto San Giorgio (Porto San Giorgio, Lido di Fermo)
  - Sant'Elpidio a Mare (Sant'Elpidio a Mare, Porto Sant'Elpidio)[6]

El territori està organitzat en 123 parròquies.

## Història
La diòcesi de Fermo va ser erigida al segle iii i la fundació de l'Església està lligada a la memòria de dos sants màrtirs, de meitat de segle, Alexandre i Felip. El primer bisbe històricament documentat és Passivo i el seu predecessor Fabio, esmentats en una carta de Gregori el Gran.
El 1176 les tropes comandades pel Cristià, arquebisbe de Magúncia, que va recolzar a l'emperador contra el papa, van cremar la catedral. Ja l'any següent el Papa Alexandre III va promoure la reconstrucció de la catedral amb el breu Cum iam pridem.
El 1196 el bisbe Presbitero va ser expulsat de la seva residència per Marquard, duc de Ravenna i el marquès d'Ancona.
En el primer quart del segle XIV agres discòrdies entre els cànonges de Fermo, els quals tenien dret a elegir el bisbe, van causar problemes en la successió. Després de la mort d'Alberico Visconti va haver d'intervenir el Papa Joan XXII nomenant el 1317 un administrador apostòlic, que va morir l'any després. A continuació, el capítol dividit trià 3 contendents, Francesco, un funcionari de la Cúria Romana, Rinaldo i Giacomo, dos canonges de Fermo. La disputa es va resoldre amb la dimissió de Giacomo, i amb la mort de Rinaldo.
En 1327 va esclatar una insurrecció a Fermo, en la qual els partidaris de l'antipapa Nicolau V van calar foc a la cancelleria episcopal. El Papa Joan XXII va reaccionar enèrgicament, qui va llançar l'interdetto sobre la ciutat i despullà d'honors el bisbe. Més tard reservà per a sí el dret d'elecció de tots els bisbes de la Marca Fermana i Anconitana, posant fi als centenaris privilegis del capítol. El 1332, després que els rebels haguessin jurat obediència al papa, l'interdicte es va retirar i la diòcesi va ser restaurada.
El bisbe Antonio de Vetulis es va unir al partit de l'anti-papa Climent VII, i en 1385 va ser deposat pel legítim Papa Urbà VI, però en 1390 va esdevenir bisbe per segona vegada.
La cronologia episcopal de Fermo és complicada a causa del Cisma d'Occident i la divisió de la cristiandat occidental en tres obediències diferents. Els autors, entre ells Gams, Cappelletti i Eubel, tenen cadascun la seva pròpia cronologia episcopal i que no sempre és clara la successió de bisbes, fins i tot pel mateix nom de molts d'ells.
L'1 d'agost 1571 la diòcesi de Fermo va cedir part del seu territori per a la creació de la Diòcesi de Ripatransone, ara part de la diòcesis de Sant Benedetto del Tronto-Ripatransone-Montalto.
El 24 de maig de 1589 va ser elevada al rang d'arxidiòcesi metropolitana per la butlla Universis orbis ecclesiis del Papa Sixt V.
Per tradició antiga el Tribunal Eclesiàstic del Piceno es troba a Fermo; i la seva jurisdicció s'estén a totes les diòcesis de la Regió eclesiàstica Marques.

## Episcopologi

### Bisbes de Fermo
- Sant Alessandro † (246 - 250 mort)
- Sant Filippo I † (250 - 240 mort)
- Giusto † (citat el 502)[8]
- Fabio † (citat el 580)
- Passivo † (inicis de 598 - finals de 602)
- Gioviano † (citat el 649)
- Marciano † (citat el 675 vers)
- Gualterio † (citat el 776)
- Lupo † (citat el 826)
- Giso † (citat el 844)
- Eodicio † (citat el 879)
- Amico † (inicis de 920 - finals de 940)
- Gaidulfo † (inicis de 951 - finals de 977)
- Uberto † (inicis de 996 - finals de 1044)
- Ermanno † (inicis de 1047 - 1057)
- Udalrico † (1057 - 1073 o 1074 mort)
- Pietro I † (citat al de juny de 1075)
- Gualfarango † (1076 - 1079 deposat)
- Ugo Candido † (inicis de 1083 - 1089)
- Azzo I † (1089 - 1096)
- Grimoaldo † (1097 - ?)
- Masio † (citat el 1103)
- Azzo II † (inicis de 1108 - finals de 1119)
- Guldegando † (citat el 1120 vers)
- Alessandro † (inicis de 1126 - 1127)
- Liberto † (27 de setembre de 1128 - finals de 27 de gener de 1145)
- Balignano † (29 d'agost de 1145 - finals de 1167)
- Pietro II † (citat el 1170)
- Alberico † (citat el 1174)
- Pietro III † (finals de 1179 - 1183)
- Presbitero † (1184 - finals de 1202 mort)
- Adenulfo † (1205 - 1213 mort)
- Ugo † (1214 - 1216 mort)
- Pietro IV † (1216 - 1223 mort)
- Rainaldo † (22 de juliol de 1223 - 1227 mort)
  - Alatrino † (1228) (administrador apostòlic)
- Filippo II † (23 d'agost de 1229 - 24 de maig de 1250 mort)
- Gerardo † (2 de juliol de 1250 - vers 1272 mort)
- Filippo III † (24 de març de 1273 - vers 1300 mort)
- Alberico Visconti † (28 de febrer de 1301 - 13 de juliol de 1314 o 1315 mort)
  - Amelio di Luatric † (23 d'agost de 1317 - 1318 mort) (administrador apostòlic)
- Francesco da Mogliano † (25 de setembre de 1318 - 1325 mort)
  - Francesco de Silvestris † (21 de juliol de 1328 - 1334) (administrador apostòlic)
  - Vitale da Urbino, O.F.M. † (23 de juliol de 1328 - ?) (antibisbe)[9]
- Giacomo da Cingoli, O.P. † (11 de març de 1334 - de gener de 1348 mort)
- Bongiovanni † (28 de gener de 1349 - 5 d'abril de 1363 nomenat arquebisbe de Patrasso)
- Alfonso di Tauro, O.F.M. † (5 de maig de 1363 - 1370 nomenat bisbe d'Astorga)
- Niccolò Marciari † (1 de juliol de 1370 - 4 de desembre de 1374 nomenat bisbe de Città di Castello)
- Antonio de Vetulis † (4 de desembre de 1374 - 1386 deposat)
- Angelo Pierleoni † (26 de novembre de 1386 - ?)
- Antonio de Vetulis † (2 de febrer de 1390 - 21 de juliol de 1405 mort) (per segon cop)[10]
- Leonardo Fisici † (22 de gener de 1406 - 1412 mort)
- Giovanni Bertoldi, O.F.M. † (28 de març de 1412 - 15 de desembre de 1417 nomenat bisbe de Fano)[11]
  - Giacomo Migliorati † (1418 - 1425 dimití) (administrador apostòlic)
- Domenico Capranica † (1425 - 8 de novembre de 1430 creat cardenal)
  - Domenico Capranica † (8 de novembre de 1430 - 1432 deposat) (administrador apostòlic)
- Bartolomeo Vinci † (1432 - 11 de febrer de 1434 dimití)[12]
  - Domenico Capranica † (11 de febrer de 1434 - 14 d'agost de 1458 mort) (administrador apostòlic, per segon cop)
- Nicola Capranica † (30 d'octubre de 1458 - 1473)
  - Angelo Capranica † (9 d'abril de 1473 - 17 de juny de 1474 dimití) (administrador apostòlic)
- Girolamo Capranica † (17 de juny de 1474 - 1478 mort)
- Giovanni Battista Capranica † (27 de juliol de 1478 - 1484 mort)
  - Francesco Todeschini Piccolomini † (21 de febrer de 1485 - 26 de maig de 1494 dimití) (administrador apostòlic)
  - Agostino Piccolomini † (26 de maig de 1494 - 1496) (administrador apostòlic)
  - Francesco Todeschini Piccolomini † (1496 - 22 de setembre de 1503) elegit papa amb el nom de Pius III) (administrador apostòlic, per segon cop)
- Francisco de Remolins † (1504 - 5 de febrer de 1518 mort)
  - Giovanni Salviati † (8 de febrer de 1518 - 16 d'octubre de 1521 dimití) (administrador apostòlic)
- Niccolò Gaddi † (16 d'octubre de 1521 - 5 de desembre de 1544 dimití)
- Lorenzo Lenzi † (5 de desembre de 1544 - 1571 mort)
- Felice Peretti Montalto, O.F.M.Conv. † (17 de desembre de 1571 - 14 d'agost de 1577 dimití, després elegit papa amb el nom de Sixt V)
- Domenico Pinelli † (14 d'agost de 1577 - 1584 dimití)
- Sigismondo Zanettini † (14 de gener de 1585 - 24 de maig de 1589)

### Arquebisbes de Fermo
- Sigismondo Zanettini † (24 de maig de 1589 - 1 d'octubre de 1594 mort)
- Ottavio Bandini † (29 de juny de 1595 - 10 d'abril de 1606 dimití)
- Alessandro Strozzi † (10 d'abril de 1606 - 11 de febrer de 1621 mort)
- Pietro Dini † (19 d'abril de 1621 - 14 d'agost de 1625 mort)
- Giovanni Battista Rinuccini † (6 d'octubre de 1625 - 13 de desembre de 1653 mort)
- Carlo Gualterio † (5 d'octubre de 1654 - 12 d'abril de 1668 dimití)
- Giannotto Gualterio † (30 d'abril de 1668 - 13 de maig de 1683 mort)
- Gianfrancesco Ginetti † (5 de juny de 1684 - 18 de setembre de 1691 mort)
  - Sede vacante (1691-1697)[13]
- Baldassare Cenci † (20 de novembre de 1697 - 26 de maig de 1709 mort)
  - Sede vacante (1709-1712)
- Girolamo Mattei † (21 de novembre de 1712 - 2 d'octubre de 1724 dimití)
- Alessandro Borgia † (20 de novembre de 1724 - 14 de febrer de 1764 mort)
- Urbano Paracciani Rutili † (9 de juliol de 1764 - 2 de gener de 1777 mort)
  - Sede vacante (1777-1779)
- Andrea Antonio Silverio Minucci † (20 de setembre de 1779 - 29 de gener de 1803 mort)
- Cesare Brancadoro † (11 de juliol de 1803 - 12 de setembre de 1837 mort)
- Gabriele Ferretti † (2 d'octubre de 1837 - 12 de gener de 1842 dimití)
- Filippo de Angelis † (27 de gener de 1842 - 8 de juliol de 1877 mort)
- Amilcare Malagola † (21 de setembre de 1877 - 22 de juny de 1895 mort)
- Roberto Papiri † (29 de novembre de 1895 - 31 de març de 1906 mort)
- Carlo Castelli † (14 de juliol de 1906 - 8 de febrer de 1933 mort)
- Ercole Attuoni † (16 de març de 1933 - 31 de maig de 1941 mort)
- Norberto Perini † (22 d'octubre de 1941 - 21 de juny de 1976 jubilat)
- Cleto Bellucci † (21 de juny de 1976 - 18 de juny de 1997 jubilat)
- Benito Gennaro Franceschetti † (18 de juny de 1997 - 4 de febrer de 2005 mort)
- Luigi Conti, des del 13 d'abril de 2006

## Demografia
A finals del 2006, l'arxidiòcesi tenia 278.086 batejats sobre una població de 283.423 persones, equivalent al 98,1% del total.
| Any  | Població | Població | Població | Sacerdots | Sacerdots       | Sacerdots       | Sacerdots             | Diaques | Religiosos | Religiosos | Parròquies |
| ---- | -------- | -------- | -------- | --------- | --------------- | --------------- | --------------------- | ------- | ---------- | ---------- | ---------- |
| Any  | batejats | total    | %        | total     | clergat secular | clergat regular | batejats por sacerdot | Diaques | homes      | dones      |            |
| 1950 | 225.250  | 225.500  | 99,9     | 377       | 304             | 73              | 597                   |         | 90         | 920        | 152        |
| 1969 | ?        | 250.360  | ?        | 202       | 85              | 117             | ?                     |         | 147        | 809        | 178        |
| 1980 | 260.000  | 270.000  | 96,3     | 363       | 261             | 102             | 716                   |         | 121        | 401        | 217        |
| 1990 | 255.715  | 272.500  | 93,8     | 328       | 238             | 90              | 779                   |         | 111        | 237        | 123        |
| 1999 | 261.284  | 264.710  | 98,7     | 277       | 202             | 75              | 943                   | 10      | 90         | 412        | 123        |
| 2000 | 267.918  | 273.016  | 98,1     | 274       | 194             | 80              | 977                   | 10      | 99         | 385        | 123        |
| 2001 | 269.227  | 274.397  | 98,1     | 265       | 192             | 73              | 1.015                 | 12      | 91         | 391        | 123        |
| 2002 | 268.302  | 273.963  | 97,9     | 274       | 194             | 80              | 979                   | 13      | 107        | 365        | 123        |
| 2003 | 268.500  | 276.373  | 97,2     | 268       | 191             | 77              | 1.001                 | 14      | 96         | 366        | 123        |
| 2004 | 269.953  | 275.589  | 98,0     | 263       | 179             | 84              | 1.026                 | 15      | 97         | 366        | 123        |
| 2006 | 278.086  | 283.423  | 98,1     | 247       | 175             | 72              | 1.125                 | 17      | 98         | 302        | 123        |